# AFCチャンピオンズリーグ2012 予選
AFCチャンピオンズリーグ2012 予選 (AFC Champions League 2012 qualifying play-offs round) は、2012年2月11日から2月18日まで開催されたAFCチャンピオンズリーグ2012の予選ラウンドである。プレーオフに勝利した4チームがグループステージへ進出する。

## 出場チーム
予選に出場するチームは以下の通り。
- 10チームがプレーオフから出場する。

| 地区   | プレーオフ |
| ------ | --- |
| 西地区 | - エステグラル - ゾブ・アハン - アル・イテファク - アル・シャバーブ - ネフチ・フェルガナ                            |
| 東地区 | - 浦項スティーラース - 遼寧宏運[CHN] - アデレード・ユナイテッド[IDN] - チョンブリーFC - プルシプラ・ジャヤプラ[IDN] |

註
1. ^ インドネシア(IDN):  ペルシプラ・ジャヤプラはAFCより参加不適格とされ出場不可能であったが、スポーツ仲裁裁判所(CAS)に訴えを出し、2012年2月1日にCASはペルシプラ・ジャヤプラのACL参加を認めるよう裁定を下した[1]。これにより、プレーオフを経ずに直接グループステージに参加可能とされていたアデレード・ユナイテッドもプレーオフを戦うことになった。
2. ^ 中国(CHN): 中国スーパーリーグ3位の遼寧宏運はプレーオフ出場を辞退した[2]。

## 日程
予選の日程は以下の通りである。組み合わせ抽選会は、全てマレーシアのクアラルンプールで行われた
| ラウンド   | 開催日             |
| ---------- | ------------------ |
| プレーオフ | 2012年2月11日-18日 |

プレーオフ決勝で敗退のチームは、AFCカップ2012に進出する。(ただし、アデレード・ユナイテッド対プルシプラ・ジャヤプラの敗者はAFCカップ2012にも参加できない)
プレーオフ準決勝で敗退のチームは、AFCカップ2012にも進出できない。(前回大会まではプレーオフ敗退クラブは全てAFCカップに参加していた)プレーオフ出場を辞退した遼寧宏運はAFCカップ2012にも出場しない。

## トーナメント表

### プレーオフ1（西地区）
- エステグラルがグループステージ・グループAに進出。

|  | プレーオフラウンド | プレーオフラウンド | プレーオフラウンド |  |  | プレーオフラウンド | プレーオフラウンド | プレーオフラウンド |  |
|  |                    |                    |                    |  |  |                    |                    |                    |  |
|  | エステグラル       | エステグラル       | 2                  |  |  |                    |                    |                    |  |
|  | ゾブ・アハン       | ゾブ・アハン       | 0                  |  |  | エステグラル       | エステグラル       | 3                  |  |
|  |                    |                    |                    |  |  | アル・イテファク   | アル・イテファク   | 1                  |  |

### プレーオフ2（西地区）
- アル・シャバーブがグループステージ・グループDに進出。

|  | プレーオフラウンド |                    |   |  |
|  |                    |                    |   |  |
|  | アル・シャバーブ   | アル・シャバーブ   | 3 |  |
|  | ネフチ・フェルガナ | ネフチ・フェルガナ | 0 |  |

### プレーオフ1（東地区）
- アデレード・ユナイテッドがグループステージ・グループEに進出。

|  | プレーオフラウンド       |                          |   |  |
|  |                          |                          |   |  |
|  | アデレード・ユナイテッド | アデレード・ユナイテッド | 3 |  |
|  | プルシプラ・ジャヤプラ   | プルシプラ・ジャヤプラ   | 0 |  |

### プレーオフ2（東地区）
- 浦項スティーラースがグループステージ・グループEに進出。

|  | プレーオフラウンド |                    |   |  |
|  |                    |                    |   |  |
|  | 浦項スティーラース | 浦項スティーラース | 2 |  |
|  | チョンブリーFC     | チョンブリーFC     | 0 |  |

## プレーオフラウンド
| チーム #1                | スコア | チーム #2              |
| 西地区                   | 西地区 | 西地区                 |
| ------------------------ | ------ | ---------------------- |
| エステグラル             | 3 - 1  | アル・イテファク       |
| アル・シャバーブ         | 3 - 0  | ネフチ・フェルガナ     |
| 東地区                   |        |                        |
| アデレード・ユナイテッド | 3 - 0  | プルシプラ・ジャヤプラ |
| 浦項スティーラース       | 2 - 0  | チョンブリーFC         |

### 西地区
準決勝
| 2012年2月11日 17:15 UTC+3:30 |

| エステグラル                  | 2 - 0    | ゾブ・アハン |
| ハイダリ 23分 · ボルハニ 67分 | レポート |              |

| アザディ・スタジアム, テヘラン 観客数: 33,750人 主審: 東城穣 |

決勝
| 2012年2月18日 17:20 UTC+3:30 |

| エステグラル                                          | 3 - 1    | アル・イテファク    |
| ジェルコヴィッチ 37分 · ハイダリ 62分 · ボルハニ 65分 | レポート | アッ＝サーレム 59分 |

| アザディ・スタジアム, テヘラン 観客数: 61,120人 主審: ヴァレンティン・コヴァレンコ |

| 2012年2月18日 20:00 UTC+4 |

| アル・シャバーブ                       | 3 - 0    | ネフチ・フェルガナ |
| オバイド 6分, 60分 · ハイダロフ 90+3分 | レポート |                    |

| マクトゥーム・ビン・ラーシド・スタジアム, ドバイ 観客数: 2,000人 主審: モフセン・トーキー |

### 東地区
決勝
| 2012年2月16日 19:30 UTC+10:30 |

| アデレード・ユナイテッド                                  | 3 - 0    | プルシプラ・ジャヤプラ |
| ボーガード 12分 · レフチェンコ 57分 · ファン・ダイク 84分 | レポート |                        |

| ハインドマーシュ・スタジアム, アデレード 観客数: 5,013人 主審: 當麻政明 |

| 2012年2月18日 15:30 UTC+9 |

| 浦項スティーラース                        | 2 - 0    | チョンブリーFC |
| ファン・ジンソン 28分 · パク・ソンホ 70分 | レポート |                |

| 浦項スティールヤード, 浦項 観客数: 5,344人 主審: ピーター・グリーン |